# Skanderbeg
Gjergj Kastrioti  —en albanés, españolizado como como Jorge Castriota—, más conocido como «Skanderbeg» (Krujë, 6 de mayo de 1405 - Lezhë, 17 de enero de 1468), fue un aristócrata y militar albanés, el héroe nacional de Albania. Los otomanos lo apodaron Skanderbeg — príncipe Alejandro (en turco İskender Bey, en albanés Skënderbeu)—.

## Servicio al Imperio otomano
Descendiente de los Kastrioti, una de las familias más importantes de Albania, nació en el distrito de Dibër. Su padre, Gjon Kastrioti, era un príncipe hereditario de un pequeño distrito de Epiro, que incluía Mat, Krujë, Mirditë y Dibër. Su madre Voisava era una princesa de la familia de los "Tribalda", hija de Dominicus alias Moncinus, proveniente de Macedonia. Gjon Kastrioti fue uno de los máximos oponentes al expansionismo otomano del sultán Beyazid I hacia Albania, pero su resistencia fue infructuosa. Finalmente, no tuvo más remedio que aceptar la sumisión al turco y el pago de un tributo. Jorge Castriota y sus tres hermanos además fueron llevados a la corte otomana en calidad de rehenes. Allí se convirtió al islam y se formó en la arte de la guerra en Edirne, para luego luchar y contribuir al éxito del ejército otomanos. Por sus victorias recibió el título de Arnavutlu İskender Bey, príncipe Alejandro el albanés, en turco, (en albanés: Skënderbeu) en referencia a su parecido en el campo de batalla con Alejandro Magno.

## Lucha por la libertad

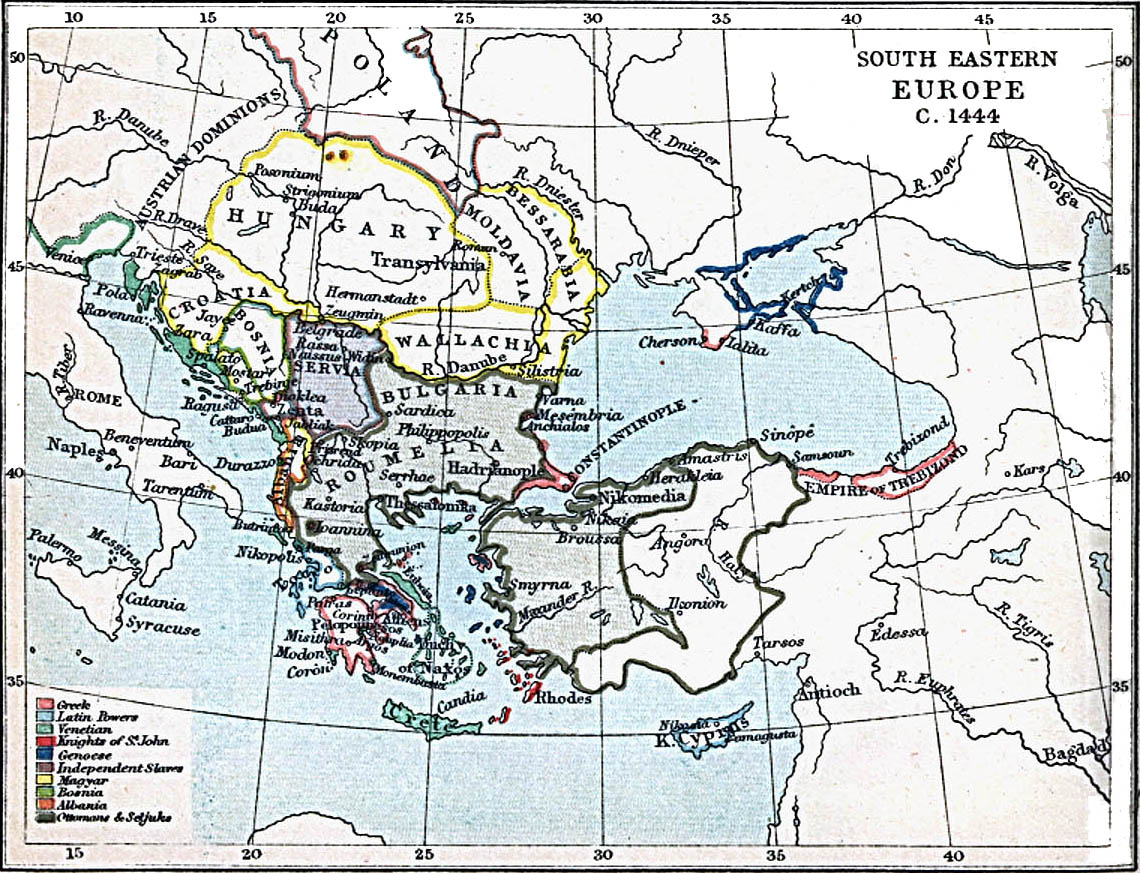
Mapa de Europa del Sudeste hacia 1444

El 28 de noviembre de 1443 vio la oportunidad de rebelarse contra los turcos en una batalla que libraban estos contra los húngaros liderados por el conde Juan Hunyadi en Niš. Cambió de lado junto con 300 albaneses del ejército otomano. Después de una penosa caminata hacia Albania consiguió conquistar la ciudad de Krujë y desde allí mandar una carta al sultán diciéndole que aquel territorio era suyo ahora. Una vez establecido en el castillo de Krujë, Castriota apostató de la fe musulmana y juró que vengaría a su familia y a Albania mientras alzaba su estandarte con el águila bicéfala (que terminó en bandera de Albania). Se alió con Gjergj Arianit Komneni y se casó con la hija de este, Andronika (nacida Marina Donika Arianiti).
Logró reunir a todos los príncipes albaneses en la ciudad de Lezhë, creando la Liga de Lezhë. Con lo aprendido en las escuelas militares otomanas, Castriota construyó fortalezas en lugares estratégicos y organizó una defensa móvil que obligaba a las expediciones otomanas a dispersarse, además de desarrollar una guerra de guerrillas aprovechando a su favor la difícil geografía montañosa de Albania. Castriota continuó su resistencia contra el turco hasta su último día. Su ejército nunca superó los 20 000 hombres.

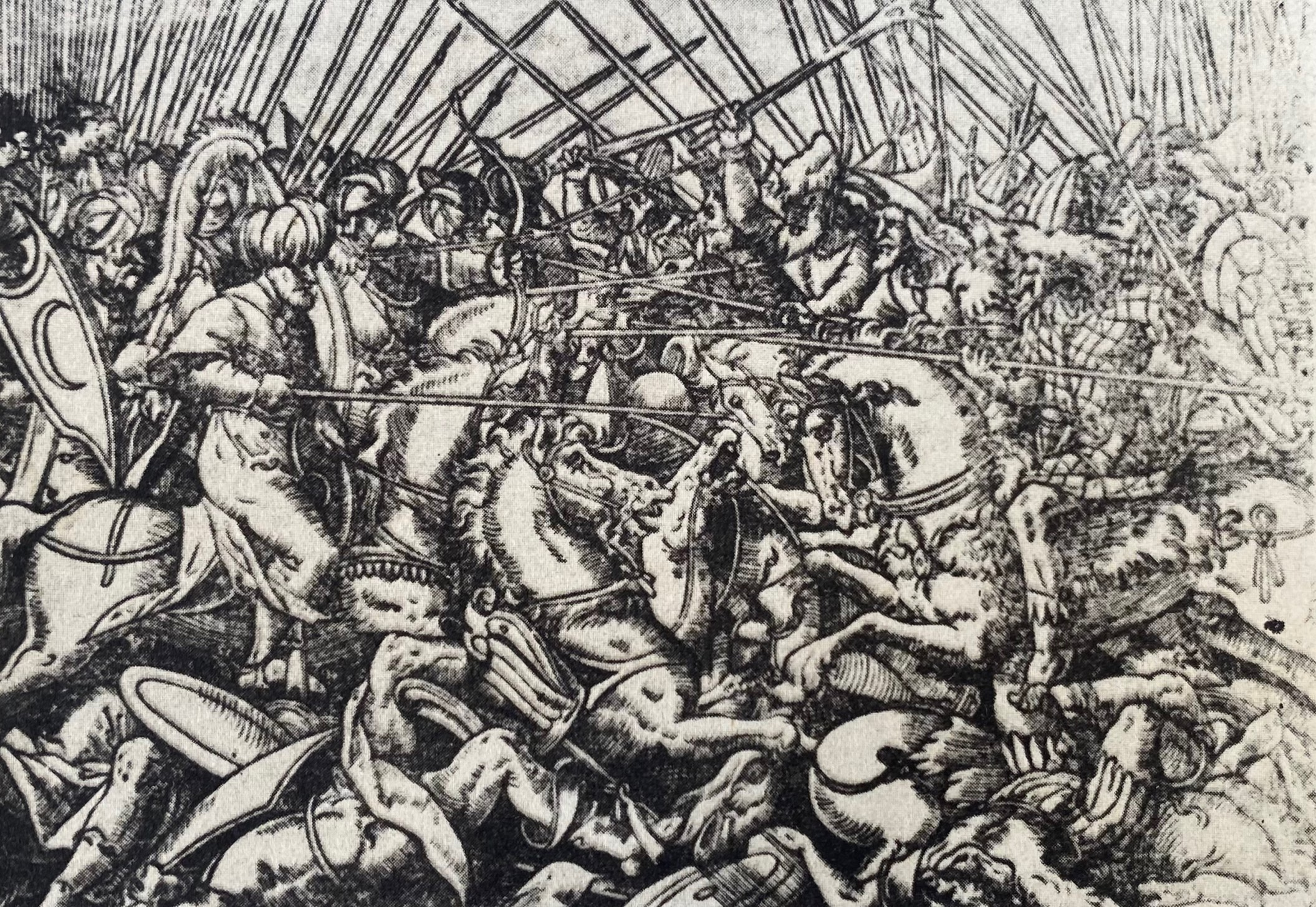
Xilografía de la Batalla de Varna.

Se ha dicho[¿quién?] que participó en la segunda Batalla de Kosovo (1448), pero no fue así porque se vio parado por los  turcos en las montañas de Serbia. En esa batalla el ejército húngaro de Hunyadi fue derrotado por el ejército de Mehmet, hijo del sultán Murat II.
En junio de 1450 un ejército otomano de 150 000 hombres a las órdenes de Murat II sitió Kruje. Con una guarnición de 1 500 albaneses al mando de Vrana Konti, Skanderbeg (Castriota) hostigó a los otomanos por los campos de alrededor de Kruje y atacó a la caravana de provisiones del ejército de Murat. Hacia septiembre la moral turca decayó ostensiblemente por no conseguir sus objetivos y por las enfermedades. Murat reconoció que no podía tomar el castillo de Kruje por las constantes escaramuzas de Skanderbeg que le provocaban numerosas bajas, y decidió marcharse a la conquista de Edirne. Murat murió en el invierno de 1450-1451 y le sucedió en el sultanato su hijo Mehmet II.
Los otomano permanecieron cinco años sin atender Albania porque el nuevo sultán se dedicó a la conquista de los restos del Imperio bizantino. El primer enfrentamiento real entre el sultán Mehmet y Skanderbeg fue en 1455 durante el sitio de Berat, siendo una de las derrotas más desastrosas del militar albanés. Skanderbeg había acosado el castillo de la ciudad durante meses, causando la desmoralización de los turcos. Viendo Castriota que el castillo se podría conquistar fácilmente, marchó junto con la mitad de su caballería hacia Vlore (cerca del río Osam). En ese momento llegaron los refuerzos de Mehmet II, unos 38 000 soldados, que sorprendieron a los albaneses que se hallaban en Vlore. Estos fueron masacrados, muriendo 5.000 de ellos, incluidos 500 caballeros enviados en su ayuda por el Reino de Nápoles. Skanderbeg no tomó parte en la batalla, ya que se hallaba vigilando las rutas hacia Vlore en el sudeste para impedir cualquier ataque sorpresa desde allí. Una de las razones de la derrota fue la traición de uno de los oficiales de caballería, Hamza Kastrioti, quien era además sobrino de Castriota; Hamza se pasó al bando otomano con otros albaneses dando a los turcos información sobre la localización y la organización de las fuerzas albanesas. Tiempo después Hamza fue cogido prisionero por el mismo Skanderbeg, quien lo encerró en el castillo de Krujë.
En 1457 un ejército otomano de 80 000 soldados, a cuyo frente iba Isa beg Evrenoz y el traidor sobrino de Castriota, Hamza, invadió Albania con la esperanza de acabar con la resistencia albanesa. Tras evitar el enfrentamiento directo con los turcos durante meses, en septiembre Skanderbeg atacó a los otomanos entre Lezhë y Krujë y venció.
El 22 de junio de 1461 Mehmet II acordó un tratado de paz con Skanderbeg. Esto permitió a Skanderbeg intervenir en Nápoles en ayuda de Fernando I de Nápoles contra los nobles angevinos y sus aliados. Por sus servicios, recibió el título de duque de San Pedro en el Reino de Nápoles. Después de asegurar al reino napolitano regresó a casa. En 1464 Skanderbeg encontró y derrotó a Ballaban Badera, albanés  al servicio de los turcos. Este que había capturado a varios jefes albaneses, como Moisi Arianit Golemi, comandante de caballería, Muzaka de Angelina, sobrino de Skanderbeg, y otros 18 nobles y capitanes más, quienes fueron llevados a Estambul, siendo torturados durante 15 días. La petición de Skanderbeg para que fueran liberados fue desatendida.
En 1466 Mehmet II se puso personalmente a la cabeza de un ejército que entró en Albania y sitió la ciudad de Kruje. La ciudad estaba defendida por 4 000 hombres, al mando del príncipe Tanush Topia. Después de angustiosos meses, Mehmet vio, al igual que su padre Murat II, que era imposible conquistarla personalmente. Avergonzado, regresó a Estambul, pero dejó a Ballaban Pasha para que mantuviera el asedio y construyera un castillo, el cual fue llamado El-basan (moderno Elbasan), para ayudar a los sitiadores. Gracias al apoyo marítimo de los napolitanos, Skanderbeg consiguió romper el asedio y en la batalla durannte la retirada otomana murió Ballaban Pasha.
A pocos meses del final del año 1467 Mehmet, frustrado por no poder someter a Albania bajo el yugo turco, preparó otro gran ejército. De nuevo sitió Krujë, pero esta vez con más fuerzas. Mientras un contingente guardaba la ciudad, las fuerzas otomanas venían a toda prisa desde Bosnia, Serbia y Macedonia entorpeciendo toda lucha por parte de los soldados de Skanderbeg, cortando toda ruta y limitando la movilidad albanesa. En este tiempo de luchas Skanderbeg cayó enfermo de malaria en la ciudad de Lezhë, perteneciente a la  República de Venecia, muriendo el 17 de enero de 1468, justo cuando el ejército albanés de Leke Dukagjini derrotaba a los otomanos en Shkodra.
La resistencia albanesa siguió por diez años después de la muerte de Skanderbeg con Leke Dukagjini. En 1478, en el cuarto sitio de Kruje, los otomanos consiguieron tomar finalmente la ciudad; desmoralizados y debilitados seriamente por el hambre y la falta de provisiones, los defensores se entregaron a Mehmed que les había prometido clemencia pero no fue así. Mataron a los hombres y esclavizaron a las mujeres y a los niños. La resistencia albanesa continuó de forma esporádica hasta alrededor de 1500.

## Alianzas
Los éxitos militares de Skanderbeg fueron seguidos con interés y admiración por el papa, Venecia y Nápoles, quienes que se veían también amenazados por los otomano en el Adriático. Skanderbeg recibió de los tres Estados en varias ocasiones ayuda, gracias a su habilidad diplomática, en forma de dinero, provisiones y soldados. Uno de sus aliados fue Alfonso V el Magnánimo, rey de Aragón y de Nápoles, quien decidió tomar a Skanderbeg bajo su protección como vasallo en 1451. Poco después este último consiguió su segunda victoria contra Murad II. Además de ayuda financiera, el rey de Nápoles proveyó al líder albanés de tropas, equipo militar y de un refugio para él y su familia si se presentara tal necesidad. Como defensor activo de la causa cristiana en los Balcanes, Skanderbeg también estuvo implicado de cerca con la política de cuatro papas, uno de ellos Pío II, humanista renacentista y diplomático.
Consternado por la caída de Constantinopla en 1453, Pío II intentó organizar una nueva cruzada contra los turcos, y a tal efecto hizo lo que estuvo en su mano para ayudar a Skanderbeg, al igual que sus precursores Nicolás V y Calixto III. Esta política fue continuada por su sucesor, Pablo II. Al albanés se le concedió el título de Athleta Christi o Campeón de Cristo.
Otro de los aliados de Castriota fue Vlad III Draculea, príncipe de Valaquia, con el cual mantuvo durante 25 años alianza en la lucha contra el invasor turco. Para Vlad, Castriota era el modelo de líder para un país.
Los 25 años de resistencia de Skanderbeg contra el Imperio Otomano consiguieron proteger la península italiana de la amenaza de invasión turca.

## Legado de Skanderbeg
Durante su reinado Skanderbeg emitió muchas leyes (censo de la población, impuestos, etc.) basadas en la Ley romana y bizantina.  En 1480, Albania fue conquistada finalmente por el Imperio otomano. Cuando los turcos encontraron el sepulcro de Skanderbeg en la iglesia de San Nicolás de Lezhe, lo abrieron e hicieron amuletos con sus huesos, creyendo que éstos conferirían poder y valor al portador. El mismo año, invadieron Italia y conquistaron la ciudad de Otranto. Después de morir por enfermedad en 1468 en la ciudad de Lezhë, sus soldados resistieron a los turcos durante los doce años siguientes.

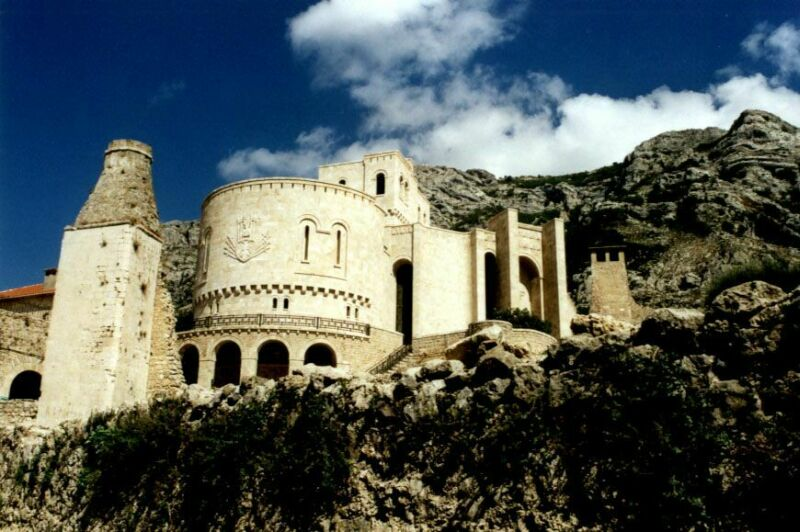
Museo de Skanderbeg en Kruja.

Skanderbeg es hoy el héroe nacional de Albania en donde se dedican en su honor museos y monumentos, entre ellos el museo de Skanderbeg, junto al castillo, en Krujë.
La lucha de Skanderbeg contra el imperio otomano ha sido extremadamente significativa para el pueblo albanés, que consolidó su solidaridad, lo hizo más consciente de su identidad nacional y sirvió en adelante como fuente de inspiración en su lucha por la unidad, la libertad y la independencia nacionales. Fue considerado no solo un defensor de Albania, sino también del cristianismo.
Las plazas principales de las ciudades de Tirana y Pristina tienen su nombre y cuentan con sendas estatuas ecuestres del héroe.
El KF Skënderbeu Korçë lleva su nombre en su honor.

## Descendientes de Skanderbeg
La familia de Skanderbeg vivió en adelante en el sur de Italia mientras duró la dominación turca. Allí obtuvieron en feudo el ducado de San Pietro di Galatina. Una rama ilegítima de la familia se asentó posteriormente en el sur de Italia utilizando el nombre Castriota Scanderbeg por siglos, siendo parte de la baja nobleza de Italia. La línea legítima de Jorge Castriota por parte masculina se extinguió tras algunas generaciones, pero la familia continúa al parecer a través de una rama de Sanseverino[cita requerida]. Hubo también un noble español con el nombre de Juan Pedro Aladro y Kastriota que contribuyó mucho a la lucha de Albania por la independencia.

## Etimología de su nombre
Se ha escrito de muy diferentes maneras, dependiendo de los idiomas de quienes relatasen sus hechos: Jorge, Gjergj, Giorgio; Castriota, Kastrioti, Castrioti, Caprioti, Kastriotes, Castriot, Kastriot, Skanderbeg, Scanderbeg, Skenderbeg, Skanderbeu, Scander-Begh, o Beg Iskander.

## En la literatura

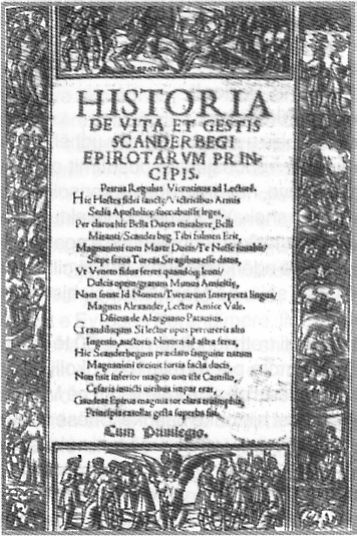
Una página de Historia de vita et gestis Scanderbegi Epirotarum principis

Scanderbeg había conseguido  una buena reputación póstuma en la Europa occidental en los siglos XVI y XVII. Con todos los Balcanes prácticamente bajo dominio otomano y el Imperio otomano a las  puertas de Viena en 1683, nada cautivaba más a los lectores occidentales que un cuento de acción sobre la heroica resistencia cristiana a los ataques de las hordas turcas. 
En la Europa occidental comenzaron a aparecer a principios del siglo XVI libros sobre el príncipe albanés. Una de las primeras de estas narraciones sobre los hechos heroicos de Scanderbeg fue Historia de vita et gestis Scanderbegi, Epirotarum Principis (Roma ca. 1508- 1510), publicado tan solo cuatro décadas después de la muerte de Scanderbeg. Esta historia fue escrita por el historiador albanés Marinus Barletius Scodrensis (ca. 1450 - ca. 1512), conocido en albanés como Marin Barleti, que después de experimentar la ocupación turca de su Shkodër natal, donde era rector de la iglesia de San Esteban. Fue adaptado a numerosos idiomas de Europa: en alemán por Johann Pincianus (Augsburgo, 1533), en italiano por Pietro Rocca (Venecia 1554, 1560), en portugués por Francisco D'Andrade (Lisboa 1567), en francés por Jaques De Lavardin (París 1576) y español por Juan Ochoa de la Salde (Sevilla 1582). En inglés fue publicado por un caballero tras traducirlo del francés.
La fama póstuma de Skanderbeg, como se ha visto, no fue solo en su propio país. Voltaire sostuvo que el Imperio bizantino habría sobrevivido si hubiese poseído un líder de su calidad. Poetas y compositores también se han inspirado en su carrera militar. El poeta francés del siglo XVI Ronsard escribió un poema sobre él, al igual que el poeta americano del siglo XIX Henry Longfellow. El compositor veneciano Antonio Vivaldi compuso en 1718 una ópera dedicada a Skanderbeg, llamada Scanderbeg, el compositor francés Francois Francoeur compuso Scanderberg, estrenada en 1735 y el compositor albanés Prenke Jakova compuso Skenderbeu, estrenada en Albania en 1968. El escritor albanés, Ismaíl Kadaré en su novela "El Cerco", recrea los cruentos combates entre la resistencia albanesa y el ejército del imperio otomano, poniendo al mítico Skandenberg como símbolo siempre presente de los defensores cristianos.